# Guy Kawasaki
Guy Kawasaki (ur. 30 sierpnia 1954) – amerykański specjalista od marketingu, autor książek oraz inwestor venture capital z Doliny Krzemowej. 

## Życiorys
Był jednym z pracowników firmy Apple odpowiedzialnym za marketing jej komputera Macintosh w 1984 roku. Był także jednym z doradców Google w sprawach telefonów Motorola z systemem Android.
Od marca 2015 do grudnia 2016 roku Kawasaki był członkiem Rady Powierniczej Wikimedia Foundation, organizacji odpowiedzialnej za działanie Wikipedii.